# Salon international de l'automobile de Québec
Le Salon International de l'Auto de Québec est un salon automobile organisé chaque année par la Corporation Mobilis qui regroupe les concessionnaires automobiles de la grande région de Québec. Selon les organisateurs, l'événement, d'une durée de six jours, permet de générer près de 4,7 millions de dollars canadiens en retombées économiques pour la ville de Québec. Avec une moyenne de 70 000 visiteurs annuellement, c'est le salon de l'automobile numéro un au Canada au prorata de sa population selon Mobilis.
En 2020, une trentaine de constructeurs automobiles ont exposé 400 modèles dans le salon. Pour la première fois, les visiteurs ont pu y voir une collection de douze véhicules exotiques d'une valeur totale de 20 millions de dollars canadiens.
La prochaine édition du Salon est censée se tenir en 2022. En mars 2021, une plateforme Web appelée « Le mois du Salon de l'Auto » sera mise en ligne avec l'objectif de faire découvrir les dernières nouveautés dans le domaine automobile,.